# Chlorissa macrotyro
Chlorissa macrotyro là một loài bướm đêm trong họ Geometridae.